# Sondre Justad
Sondre Justad (født 15. oktober 1990) er en norsk kunstner og sangskriver fra Henningsvær og Borg i Lofoten. I oktober 2015 udgav han sit debutalbum Riv i hjertet.

## Biografi
Sondre Justad udgav sin første single, "Nu har du mæ", i 2014 på Petroleum Records. I februar og juni 2015 udgav han singlerne "Det e over" og "Tilbake". På samme tid begyndte han at gøre sig bemærket som liveartist, og sommeren i 2015 spillede han på en række større festivaler.
Det egentlige gennembrud kom i efteråret 2015 med debutalbummet Riv i hjertet, som lå på VG-listen i over et år med en 6. plads som den bedste placering.  Albummet modtog fem af seks stjerne af både Aftenposten, Dagsavisen, Avisa Nordland og Fædrelandsvennen . Han blev nomineret i tre kategorier til Spellemann-prisen 2015: årets popsolist, årets album og årets nye artist til albummet. Han modtog "Tekstforfatterfondets lyspunktpris" i 2015 og blev nomineret i kategorierne, årets liveartist og årets sang til P3 Guld i 2016.  Seks af sangene på albummet kom i rotation på national radio, og titelsangen "Riv i hjertet" blev den mest spillede norsksprogede sang i 2015.  Fem af singlerne solgte guld og en til platin.
Fra oktober 2016 stoppede Justad på ubestemt tid. Han ville give sig tid til at fokusere på nye sange og vejen frem. Næsten nøjagtigt et år senere blev sangene "Ingenting" og "Paradis" udgivet. "Paradis" blev A-listet på både NRK P3 og NRK P1 og han optrådte med begge på Senkveld (TV 2) og P3 Gull (NRK). Også hans tredje single "Gjør det igjen" blev spillet i radioen og blev spillet på Lindmo på NRK1. 23. marts 2018 udkom Sondre Justads andet album, Ingenting i paradis . For albummet og sangen "Ikke som de andre" modtog han fire nomineringer ved Spellemannprisen 2018 : årets popartist, årets album, årets musikvideo og årets sang.  Han modtog Gammleng-prisen i kategorien, popmusik, i 2019  og blev nomineret i kategorierne, årets live artist og årets sang for "Fontena på Youngstorget" til P3 Gold 2019.  
Ved siden af musikken har Sondre Justad været involveret i miljø og politik. Han har blandt andet arbejdet for at forhindre olie- og gasudvinding uden for Lofoten, Vesterålen og Senja  og har gentagne gange kritiseret Norges håndtering af flygtningekrisen.  
I talkshowet, Lindmo, den 24. marts 2018 skabte Sondre Justad overskrifter, da han sprang ud som biseksuel og sagde: ”Jeg føler, at jeg rummer mere, at kærligheden er større. Jeg føler at ... Jeg tror ikke, det behøver at være damer eller mænd for mig. Begge fungerer måske godt. At der bor noget mere der. » 

## Diskografi
Album
- Virkelighetsflukt (2007)
- Riv i hjertet (2015)
- Ingenting i paradis (2018)

Singler / EP'er
- Skjønhet (2011)
- Slave (2013)
- Nu har du mæ (2014)
- Det e over (2015)
- Tilbake (2015)
- Riv i hjertet (2015)
- Tida vi bare va (2016)
- Ingenting (2017)
- Paradis (2017)
- Gjør det igjen (2018)
- Ikke som de andre (2018)
- Fountena på Youngstorget (2019)

Medvirker på
- Beyond Records : Fisken, havet og kjærligheta (2014)
- RSP & Thomax : Dykkersyke (2015)
- Thom Hell : Happy Rabbit (2016)
- Nabo : Riv i hjertet (2016)
- Elias Salbu : Riv i hjertet (2017)